# مطار ألافوس
مطار ألافوس (بالفنلندية: Alavuden lentokenttä)‏ هو مطار يقع في الافوس، فنلندا، على بعد حوالي 2 ميل بحري (4 كـم؛ 2 ميل) جنوب غرب وسط مدينة الافوس.

## روابط خارجية
- VFR Suomi / فنلندا - مطار ألافوس
- Lentopaikat.net - مطار ألافوس باللغة الفنلندية